# Prunus betancurii
Prunus betancurii är en rosväxtart som beskrevs av R.E. Schultes, H. García-barriga. Prunus betancurii ingår i släktet prunusar, och familjen rosväxter. Inga underarter finns listade i Catalogue of Life.